# Криза вершкового масла у Норвегії

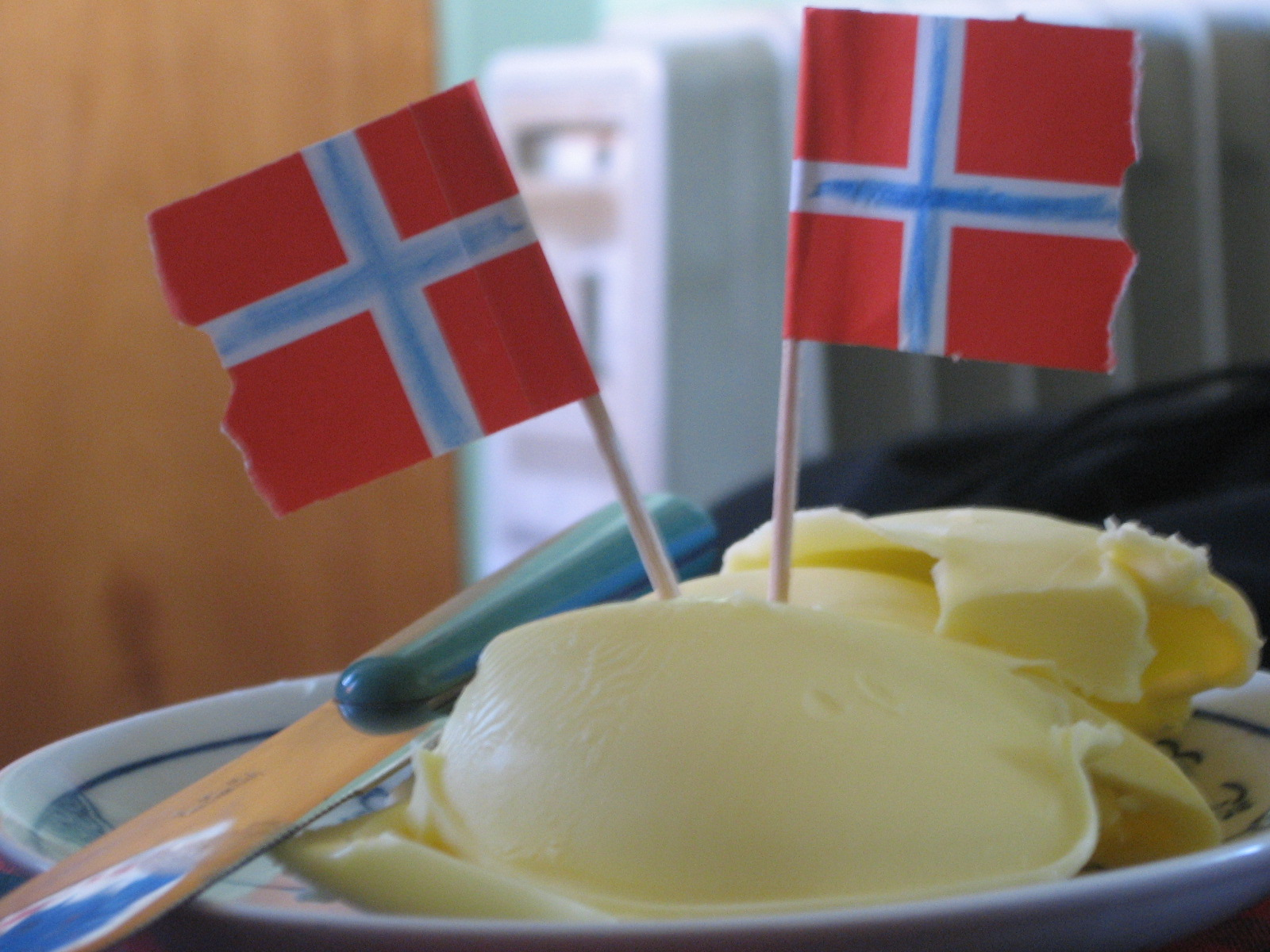
Тарілка норвезького масла подана у День Конституції Норвегії

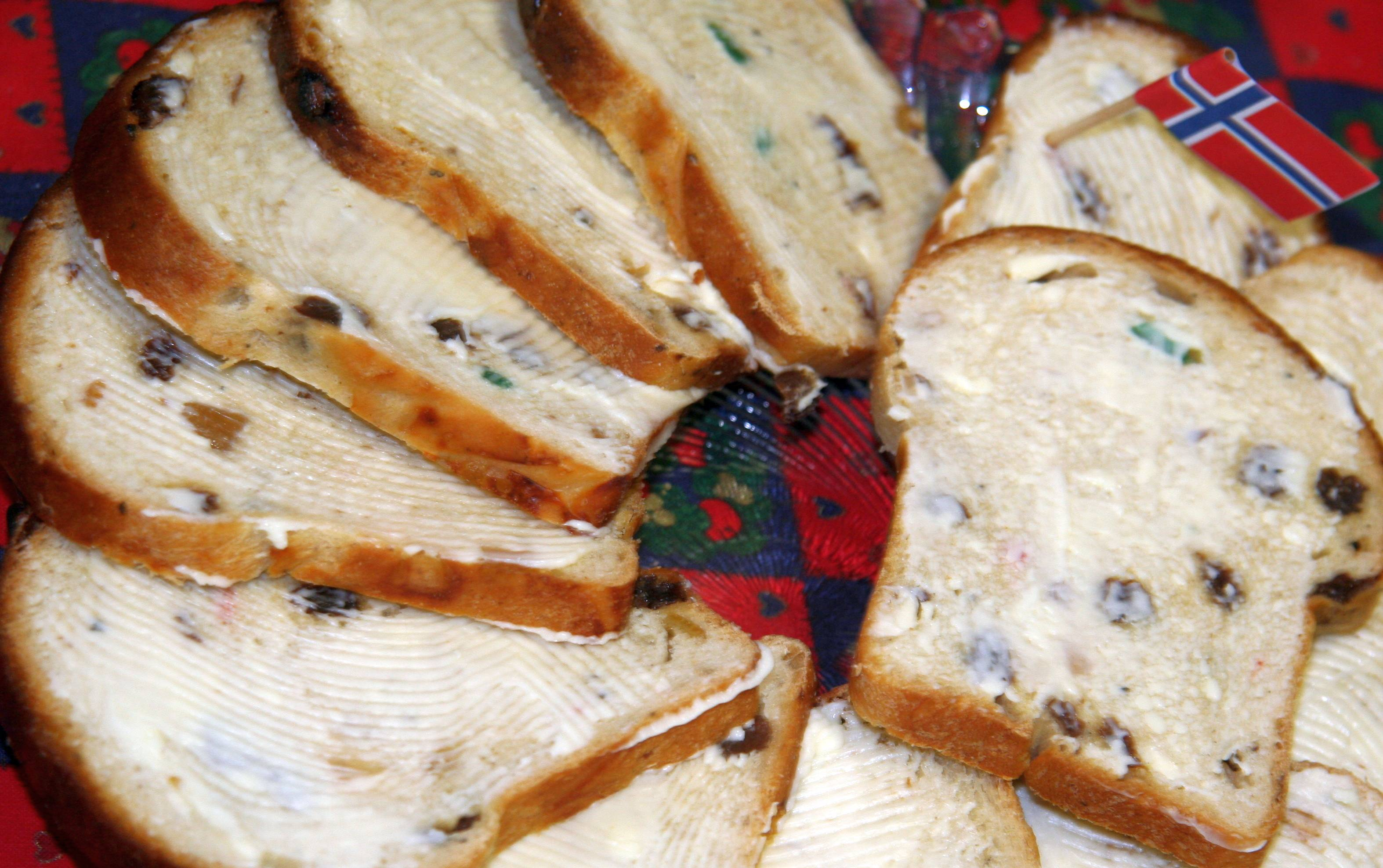
Норвезький традиційний солодкий хліб julebrød або ще julekake ("Різдвяний хліб/пиріг") нарізаний та намазаний маслом.

Криза вершкового масла у Норвегії почалась у кінці 2011 року через гостру нестачу вершкового масла та підвищення цін у всіх магазинах Норвегії на нього. Дефіцит спричинив зростання цін на акції магазинів масла та повний його продаж лише за декілька хвилин після поставки. Згідно з Данським таблоїдом B.T., Норвегію охопила «паніка масла» через дефіцит цього продукту.

## Дефіцит
Сильні дощі протягом літа погано вплинули на пасовища для корів та спричинили зменшення виробництва молока на 20 млн літрів, що в свою чергу викликало підвищення цін на масло. В той же час попит швидко зріс — на 20 % у жовтні 2011 року з подальшим зростанням на 30 % у листопаді. Великий дефіцит спричинив ріст цін. Одна пачка 250 г імпортного масла Luprak коштувала NOK 300 (€39; £32; $50) станом на середину грудня 2011. Для норвежців масло є основною частиною Різдвяної дієти, і є популярним як частина низьковуглеводної дієти.
Дефіцит продовжувався через високі мита на молочні продукти які захищали внутрішню індустрію від зарубіжної конкуренції, таким чином 90 % масла в продажі в Норвегії було вироблено в середині Норвегії.. Дефіцит масла молочна продукція оцінювала від 500 до 1000 тон, при чому попит на масло збільшився на 30 % порівняно з 2010 роком. Компанія Tine, яка виробляла 90 % норвезького масла на той час була одночасно найбільшою молочною компанією і ринковим регулятором, не повідомила про високий попит та експортувала масло не зважаючи на наближення внутрішньої нестачі, через що була обвинувачена фермерами.